# Anseau de Joinville
Anseau de Joinville (1265 - 1343) est le fils de Jean de Joinville, le chroniqueur de Saint Louis. Il devient sire de Joinville en 1317 et maréchal de France en 1339.

## Biographie
Quatrième fils de Jean de Joinville, Anseau est seigneur de Rimaucourt puis seigneur de Reynel à la mort de son frère Jean en 1304, et enfin sire de Joinville à la mort tardive de son père en 1317.
Comme son père, Anseau effectue sa carrière au service des rois de France. En 1316, lors de la crise de succession qui s'ouvre à la mort de Louis X, il soutient le frère de ce dernier Philippe de Poitiers dont il est proche. Celui-ci, devenu le roi Philippe V, le nomme ensuite à son conseil étroit.
Après une éclipse sous le règne de Charles IV le Bel, Anseau revient sous Philippe de Valois au conseil royal, dont il est un membre éminent. Après 1335, il joue même un rôle clé dans le gouvernement du royaume, en tant que proche de Miles de Noyers, le principal conseiller. Sénéchal de Champagne, il participe aux renforcements des fortifications à l'est du royaume, dans le cadre des préparatifs à la guerre contre l'Angleterre. 
Son influence s'exerce également en matière financière, puisqu'il devient en 1338 l'un des présidents de la Chambre des comptes. Enfin, contrairement à la plupart des autres conseillers royaux, il semble avoir évité de s'endetter lors de son passage au pouvoir et avoir géré son patrimoine avec parcimonie.
En 1339, Philippe VI récompense sa longue carrière en le nommant maréchal de France.
Anseau de Joinville meurt en 1342 ou en 1343, à près de 80 ans.

## Mariages et enfants
Il épouse en premières noces en 1302 Laure de Sarrebruck, fille de Simon IV de Sarrebruck-Commercy, seigneur de Commercy, et de Mathilde de Sexefontaine, et en a une fille :
- Jeanne, dame de Rimaucourt, mariée avec Jean de Noyers (1323-1361), comte de Joigny, puis en novembre 1335 avec Aubert VI de Hangest, seigneur de Genlis.

Veuf, Anseau de Joinville se remarie en 1323 avec Marguerite de Vaudémont (1305 † 1333), fille d'Henri III, comte de Vaudémont, et d'Isabelle fille de Ferry III de Lorraine et Marguerite de Champagne-Navarre, et en a trois autres enfants :
- Henri V (1327 † 1365), comte de Vaudémont et seigneur de Joinville ;
- Isabeau, mariée en juin 1348 avec Jean de Vergy († 1370), seigneur de Mirebeau ;
- Mathilde, mariée avec Charles, seigneur de Haraucourt et de Louppy.

## Sources bibliographiques
- Simonnet, Jules :"Essai sur l'histoire de la généalogie des sires de Joinville (1008-1386) accompagné de chartes", Société historique et archéologique de Langres, 1875, F. Dangien
- Raymond Cazelles, La Société politique et la crise de la royauté sous Philippe de Valois, Bibliothèque elzévirienne, Paris, 1958